# Willy Chirino
Wilfredo José Chirino dit Willy Chirino (1947 - ) est un chanteur et compositeur cubain né à Consolacion del Sur (province de Pinar del Río). Considéré comme l'un des créateurs du Sonido de Miami (une fusion des genres musicaux spéciale de musique cubaine, rock, jazz, brésilienne et caribéenne rythmes), il a développé toute sa carrière aux États-Unis, mais sa musique a eu une forte résonance, tant à Cuba que dans le reste du monde hispanophone. 

## Biographie
En 1961, il émigre à Miami avec sa famille.
En 1962, il forme un groupe de rock avec ses camarades de classe appelé The Whailers, puis émigre à New York et y travaille avec Julio Gutiérrez, Tito Puente et d'autres musiciens de renom.
Il a mixé la musique cubaine et nord-américaine, produisant une sonorité nouvelle; la plupart de ses musiques sont des salsas.
Il a repris de nombreux standards de la musique cubaine (El Manisero, Guantanamera, Son De La Loma de Miguel Matamoros...) et Canto a la Habana de Celia Cruz en duo avec elle (sur l'album Cuba Libre, rebaptisé Cuba Que Lindos Son Tus Paisajes).
Parmi les artistes qui ont repris ses morceaux on compte Raphael, Ricardo Montaner, Rocío Jurado, Celia Cruz, Oscar D'León, Angela Carrasco, Jorge Muniz et Al DeLory (qui a fait une reprise de Via en instrumental au piano qui a beaucoup de succès).
Il est actuellement marié à la chanteuse Lissette Álvarez avec qui il a trois enfants : Nicole, Alana et Gianfranco. Avec elle, il a également enregistré des chansons en duo.
Depuis 1997, il a eu son propre label, Latinum Music, Inc., après avoir été signé par CBS et plus tard par Sony Music. Il dirige également la Fondation Willy Chirino, à but caritatif.
En 2011, il sort My Beatles Heart, un album en hommage au groupe de Liverpool. Des plus notoires contre la révolution cubaine, c'est ainsi qu'il a forgé sa carrière artistique. Sa chanson Ya viene llegando en franche allusion à l'effondrement du système cubain, est devenue un hymne subversif et le drapeau de la contre-révolution.
En février 2021, à la suite des attaques des autorités cubaines à l'égard des interprètes du clip Patria y vida, plusieurs artistes cubains, dont Willy Chirino, viennent témoigner de leurs propres expériences de violations des droits de l'homme à Cuba, devant le parlement européen .

## Discographie
- 1974: One Man Alone
- 1975: Chirino
- 1976: Chirino 3
- 1977: ¿Quién Salvó la Ciudad?
- 1978: Evolución
- 1979: Come into My Music
- 1980: Diferente
- 1981: La Salsa y Yo
- 1982: Chirinísimo
- 1983: Subiendo
- 1985: 14 Éxitos
- 1985: Zarabanda
- 1988: Amándote
- 1989: Lo que Está Pa' Ti
- 1990: Acuarela del Caribe
- 1991: Oxígeno
- 1992: Un Tipo Típico y Sus Éxitos
- 1992: Mis Primeros Éxitos
- 1993: South Beach
- 1994: Oro Salsero: 20 Éxitos
- 1994: Brillantes
- 1995: Asere
- 1996: Antología Tropical
- 1997: Baila Conmigo
- 1997: Oro Salsero: 10 Éxitos Vol. 1
- 1998: Oro Salsero: 10 Éxitos Vol. 2
- 1998: Cuba Libre
- 1999: 20th Anniversary
- 2000: Greatest Hits
- 2000: Soy
- 2001: Afro-Disiac
- 2002: 15 Éxitos
- 2003: Serie Azul Tropical
- 2004: Son del Alma
- 2005: Cubanísimo
- 2005: 20 Éxitos Originales
- 2006: En Vivo: 35° Aniversario
- 2007: Amarraditos
- 2007: Lo Esencial
- 2007: Tesoros de Colección
- 2008: Pa' Lante
- 2008: Grandes Éxitos en Vivo
- 2011: My Beatles Heart
- 2011: Mis Favoritas
- 2012: Llegó la Navidad
- 2013: Soy... I Am: Mis Canciones – My Songs
- 2014: Serie Platino
- 2018: Navidad en Familia